# زمان (فیلم ۲۰۰۷)
«زمان» (انگلیسی: Time (2007 film)) یک فیلم است که در سال ۲۰۰۷ منتشر شد.